# Wellington Silva (football, 1993)
Pour le footballeur né en 1987, voir Wellington Silva (football, 1987).
Wellington Alves da Silva, né le 6 janvier 1993 à Rio de Janeiro au Brésil, est un footballeur brésilien qui joue au poste d'attaquant au Qingdao Hainiu FC.

## Biographie

### En club
Formé au Fluminense FC, Wellington Silva signe à Arsenal en janvier 2011.
Le 12 janvier, il est prêté à Levante UD jusqu'à la fin de la saison 2010-2011. Il prend part à deux rencontres de championnat avant de revenir à Londres. Le 10 juillet 2011, Levante et Arsenal se mettent d'accord sur un second prêt du jeune joueur brésilien. Cependant, il ne participe à aucun match officiel avant de revenir à Arsenal en janvier 2012.
Le 20 janvier, il est prêté au CD Alcoyano, club de D2 espagnole, jusqu'à la fin de la saison. Le jour-même, il marque son premier but en championnat lors de sa première apparition sous le maillot du club espagnol lors de la rencontre face à l'UD Almería (2-2). Le 16 mai 2012, il est victime d'une fracture de la cheville lors du match face au Real Murcie (défaite 1-3). De retour à Londres durant l'été 2012, il est de nouveau prêté en D2 espagnole puisqu'il rejoint le club de la SD Ponferradina pour une saison le 20 août.
En août 2013, il est prêté pour une saison au Real Murcie, avec qui il dispute 39 matchs toutes compétitions confondues (3 buts).
Le 21 juillet 2014, il est prêté une nouvelle saison en Espagne, cette fois à l'UD Almería. Il dispute 35 matchs toutes compétitions confondues avant de réintégrer l'effectif des Gunners en juillet 2015.
Le 18 août 2015, Wellington s'engage aux Bolton Wanderers sous forme de prêt d'une saison.
Le 18 juillet 2016, il s'engage pour quatre saisons avec le Fluminense FC, son club formateur. En cinq saisons, il n'aura donc jamais porté le maillot d'Arsenal, accumulant les prêts.
En juillet 2017 et alors qu'il devait s'engager en faveur des Girondins de Bordeaux, il est recalé lors de la visite médicale.

### En sélection
En 2009, Wellington Silva participe à la Coupe du monde des moins de 17 ans avec la sélection brésilienne. Il prend part à deux des trois rencontres de la Seleção qui est éliminée dès le premier tour.

## Statistiques
| Saison                | Club                       | Championnat           | Championnat | Championnat | Coupe(s) nationale(s) | Coupe(s) nationale(s) | Total | Total |
| Saison                | Club                       | Division              | M.          | B.          | M.                    | B.                    | M.    | B.    |
| 2010                  | Fluminense FC              | Brasileirão           | 11          | 1           | 6                     | 0                     | 17    | 1     |
| Sous-total            | Sous-total                 | Sous-total            | 11          | 1           | 6                     | 0                     | 17    | 1     |
| 2010-2011             | Levante UD (prêt)          | Liga BBVA             | 2           | 0           | 0                     | 0                     | 2     | 0     |
| 2011-2012             | Levante UD (prêt)          | Liga BBVA             | 0           | 0           | 0                     | 0                     | 0     | 0     |
| 2011-2012             | CD Alcoyano (prêt)         | Liga Adelante         | 16          | 3           | 0                     | 0                     | 16    | 3     |
| 2012-2013             | SD Ponferradina (prêt)     | Liga Adelante         | 20          | 3           | 3                     | 1                     | 23    | 4     |
| 2013-2014             | Real Murcie (prêt)         | Liga Adelante         | 38          | 3           | 1                     | 0                     | 39    | 3     |
| 2014-2015             | UD Almería (prêt)          | Liga BBVA             | 31          | 0           | 4                     | 0                     | 35    | 0     |
| 2015-2016             | Bolton Wanderers FC (prêt) | Championship          | 7           | 1           | 0                     | 0                     | 7     | 1     |
| Sous-total            | Sous-total                 | Sous-total            | 114         | 10          | 8                     | 1                     | 122   | 11    |
| Total sur la carrière | Total sur la carrière      | Total sur la carrière | 125         | 11          | 14                    | 1                     | 139   | 12    |

## Palmarès
- Fluminense FC
  - Champion du Brésil en 2010.